# Jan Komnen Tzelepes
Jan Komnen Tzelepes (gr. Ἰωάννης Κομνηνὸς Τζελέπης) – bizantyński arystokrata, konwertyta na islam.

## Życiorys
Był synem Izaaka Komnena, jego bratem był Andronik I Komnen. Wraz z ojcem spiskował przeciwko Janowi II Komnenowi. W 1140 uciekł do Turków i przeszedł na islam.